# El ponche de los deseos
El ponche de los deseos (título original: Der satanarchäolügenialkohöllische Wunschpunsch) es una novela infantil escrita por Michael Ende y publicado en 1989. El título completo en español es El genialcoholorososatanarquiarqueologicavernoso (ponche de los deseos).[cita requerida]

## Resumen
Belcebú Sarcasmo y su tía Tirania Vampir son dos de las personas más abyectas de este mundo. Han firmado un contrato con el mismísimo Belcebú en el cual a cambio de poderes oscuros tienen que realizar varias maldades de diversa índole en un año. Pero es casi Nochevieja y se encuentran muy lejos de poder cumplir su contrato.
El Consejo de Animales ha mandado espías para averiguar lo que pasa. En casa del mago está Felix, alias Maurizio di Mauro, un gato glotón con aspiraciones de cantor de cámara, que ha sido hábilmente engañado por Belcebu Sarcasmo. Y en casa de Madam Vampir, un cuervo calamitoso llamado Jacobo Osadías.
A final de año el funcionario infernal Maledictus Oruga pasa a pedirles cuentas a ambos. En ese momento deciden usar una poderosísima receta: el ponche de los deseos. Esta receta concede todos los deseos el día de San Silvestre, con la particularidad de que se debe desear lo contrario a lo que se quiere conseguir. Con ese ardid pretenden engañar a los dos espías, invitándolos a participar en su particular fiesta de fin de año.
Sin embargo, Maurizio y Jacobo harán todo lo posible para impedirlo.

## Adaptaciones
- Wunschpunsch (2000-2002), serie animada dirigida por Philippe Amador